# Храмовый синтоизм
Храмовый синтоизм (яп. 神社神道 дзиндзя-синто:) — совокупность религиозных практик синтоизма, отправляемых в святилищах (дзиндзя). Самый распространённый тип синтоизма. Этот термин используется, чтобы отличить основное течение синто от сектантского и государственного синтоизма. В эпоху Мэйдзи храмовый синтоизм сохранил лишь свою ритуальную составляющую и послужил основой государственного синтоизма. Также можно рассматривать государственный синтоизм как особую систему взаимоотношений между храмовым синтоизмом и государством, образовавшуюся в эпоху Мэйдзи.

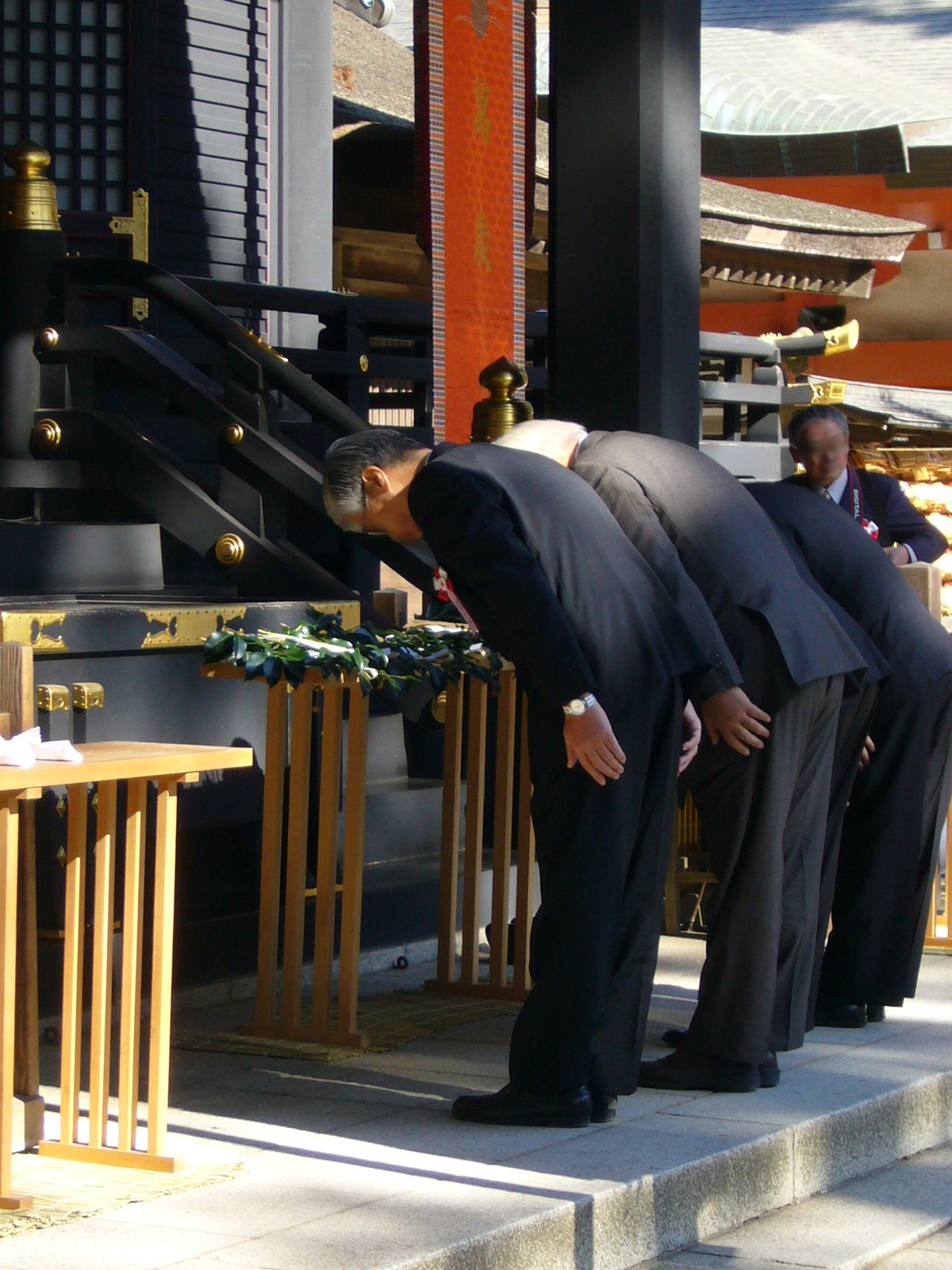
Поклонение ками в синтоистском святилище

Оккупационные власти в «Директиве синто» использовали термины «храмовый синтоизм» и «государственный синтоизм» как синонимы. Сама концепция храмового синтоизма образовалась при применении к японским реалиям западных понятий о религии.
Корни храмового синтоизма лежат в деревнеском обществе. Японцы возводили храмы с древнейших времён, ещё до формирования централизованного государства.
В древности постоянных храмов не существовало, а для церемоний огораживался священный участок, на входе в который устанавливались ритуальные ворота.
В эпоху Яёй, когда сельскохозяйственные праздники стали регулярными, возникла и необходимость в постоянных объектах для отправления культа. Вначале воплощением ками служили простые предметы, например — установленный в центре огороженного участка деревянный столб. Скорее всего, первые святилища были небольшими и переносными, подобно нынешним микоси, используемым во время праздников. Одними из предшественников нынешних храмов могли быть и временные святилища Дайдзёкю, строившиеся для церемонии интронизации императора, которые, по преданиям, возводились с III века. В период раннего японского государства власти пытались выстроить чёткую государственную систему святилищ, но напрямую контролировали лишь небольшое количество храмов.
Синтоистские и буддистские храмы развивались параллельно, часто располагаясь на соседней или одной территории. Буддизм хорошо подходил властям, и в результате взаимопроникновения двух религий многими синтоистскими храмами управляла буддийская администрация. До официального разделения двух религий в конце XIX века (симбуцу бунри) буддистские священники даже могли проводить службы в дзиндзя.
Синтоистские храмы получили статус, сопоставимый с буддистскими, в конце VII века, когда богиня Аматэрасу, которой поклонялись в Исэ, была признана главной японской богиней и прародительницей императорского рода. С тех пор храм Исэ является важнейшим святилищем страны, в старину он был тесно связан с политикой.
После реставрации Мэйдзи в середине XIX века целью нового правительства было укрепление власти и авторитета императора. Уже в 1868 году оно провозгласило возвращение Японии к принципу сайсэй итти, то есть единству политики и ритуала. Власти объявили политику симбуцу бунри — разделение ками и будд, в результате которой все буддистские элементы в синтоистских храмах и все синкретические учения были запрещены. В марте 1869 года Мэйдзи впервые посетил храм Исэ, позиционировавшийся в качестве семейного храма императора и главного святилища синто. В 1870 году вышел указ о пропаганде «Великого учения» (大教, тайкё), основой которого являлись принципы почитания ками, патриотизма и служения императору. В июне 1871 года Дзингикан издал указ, национализировавший все храмы страны и запретивший передачу жреческих полномочий по наследству. С 1875 года усилился синтоистский характер движения за пропаганду «Великого учения», а в 1884 году оно распалось из-за внутренних противоречий. После провала кампании занятые ей священники потеряли своё положение в правительстве, а поддержка синтоистских храмов понизилась.
Под давлением западных стран японское правительство решило провести формальное разделение религии и государства. Для этого синтоистские организации и храмы поделили на государственные (кокка-синто) и конфессиональные — кёха-синто. Государственное синто стало официальным культом и идеологией государства и было объявлено «не религией». Активным прозелитизмом было предписано заниматься второй группе, в которую вошли 13 разнообразных организаций, частично сформированных властями.
В рамках реформы святилищ 1887 года (神社改正の件) финансировние многих святилищ было урезано или отменено; государство стремилось сделать храмы финансово независимыми. Также каннуси больше не приравнивались к государственным служащим. В 1906—1912 годах власти вновь обратили внимание на храмы. 44 % святилищ насильно объединили с более крупными, а финансирование оставшихся улучшилось; особенно процветали храмы высшего ранга. Кроме бюджетных средств, важным источников дохода некоторых храмов были средства, пожертвованные императорским двором.
После поражения Японии во Второй мировой, оккупационные власти издали «Директиву синто», которая отделяла религию от государства и запрещала государственную поддержку храмов. Новая Конституция 1947 года закрепила светскость японского государства и свободу вероисповедания. В императорском указе Нингэн-сэнгэн («Заявление о человеческой природе») от 1 января 1946 года император Хирохито заявил, что идея о божественной сущности императора — ложна.